# Rechtes Weserufer (Minden)
Das Rechte Weserufer ist einer von 19 Stadtbezirken der ostwestfälischen Stadt Minden in Nordrhein-Westfalen mit knapp 5000 Einwohnern. Er befindet sich gegenüber der Innenstadt am rechten Ufer der Weser. Im östlichen Bereich des Stadtbezirks liegt der Bahnhof Minden der Stadt Minden, im Norden der Mittellandkanal und südlich der Festplatz Kanzlers Weide. Der Stadtteil wird in die drei Gebiete Brückenkopf, Bahnhof und Südabstieg eingeteilt, die sich durch die Stadtbesiedlung und geographische Lage ergeben. Ortsbürgermeister ist Konrad Winckler.

## Brückenkopf

### Geographie

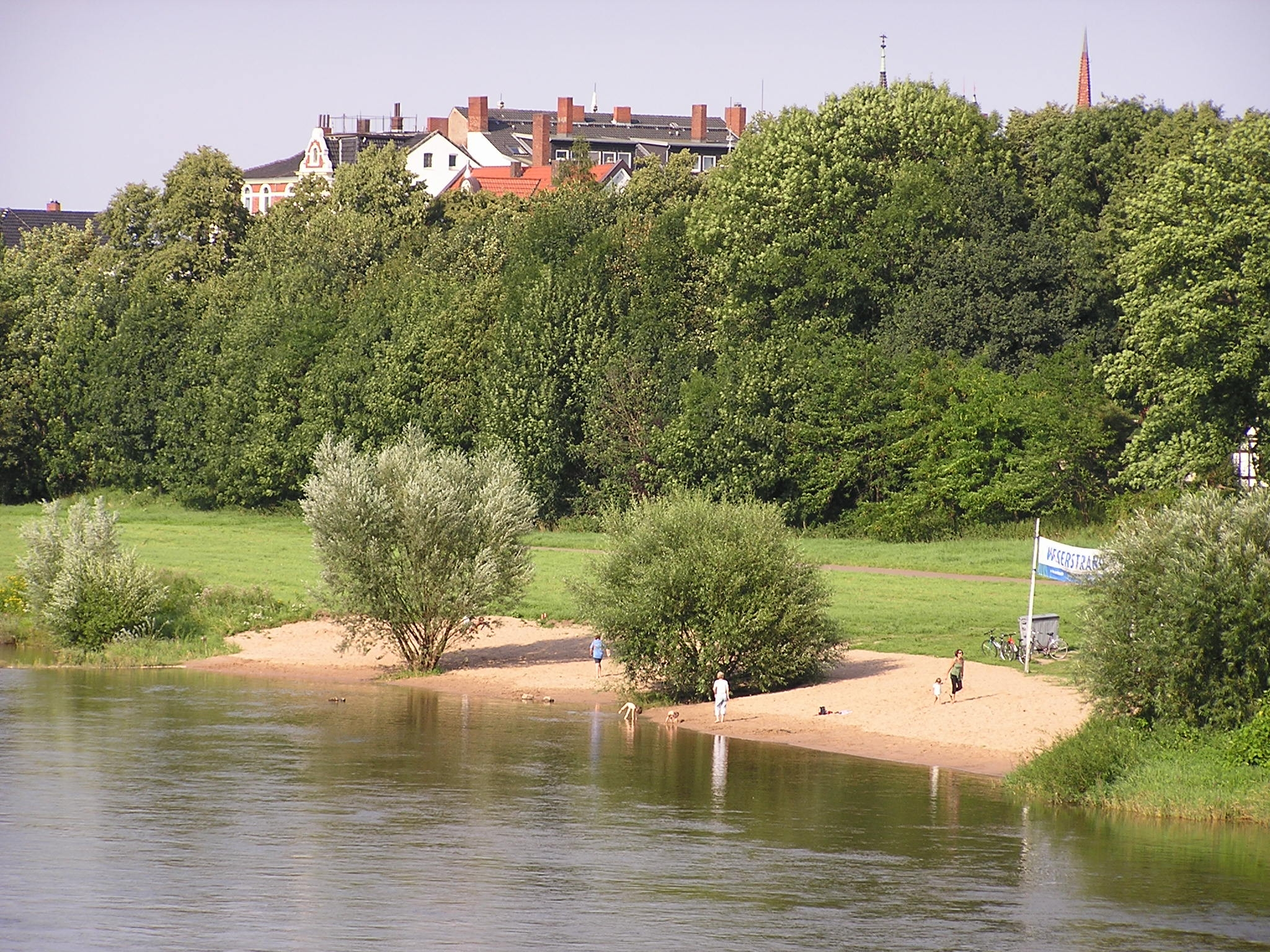
Weserstrand am rechten Weserufer

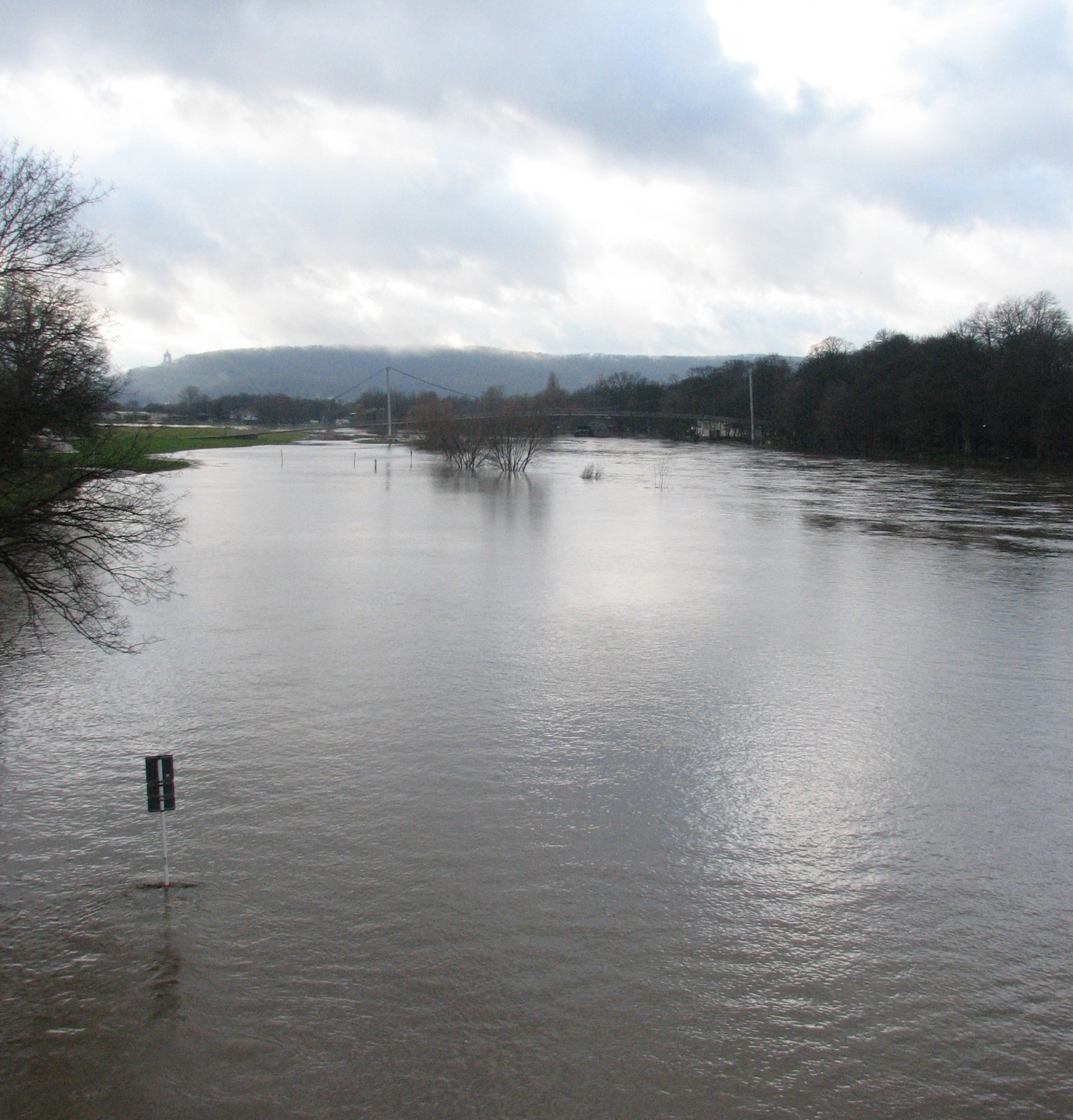
Weserhochwasser im Januar 2011

Die Weserbrücke verbindet die Altstadt Minden mit dem rechten Weserufer, der Fluss ist hier stadtbildprägend. Es gibt Initiativen, diesen Weserbereich einer neuen Nutzung zuzuführen, wie die Nutzung als Gelände einer Landesgartenschau. In Uferbereich der Kanzlers Weide hat seit ein paar Jahren der Verein "Weserfreunde" einen Sandstrand angelegt, um die ursprüngliche Ufergestalt der Weser wieder in das öffentliche Bewusstsein zu bringen.
Im Frühjahr tritt die Weser regelmäßig über die Ufer und überschwemmt den engen Stadtdurchlauf.

### Geschichte
Die Besiedlung des Ostufers der Weser begann mit dem Bau des Klosters Sankt Mauritius zur Sicherung der Handelswege im 11. Jahrhundert.
Im 13. Jahrhundert wurde die erste Weserbrücke gebaut und damit das rechte Weserufer mit der Stadt Minden auf dem linken Weserufer fahrtechnisch verbunden. Zuvor war die Flussüberschreitung nur mittels einer Furt möglich.
Direkt an der Weser wurde nach der Auflösung der Festung Minden durch das Aufhebungsetz vom 30. Mai 1873 der östliche Brückenkopf an der Weserbrücke besiedelt. Entlang der Straßenverbindung von Minden nach Osten, der alten Bundesstraße 65 entstanden hier nach Aufhebung der Befestigung der Stadt Minden ab 1893 Bürgerhäuser, Industrie- und Sportanlagen auf einer alten Weserinsel. Zugang erhält man von Westen über die Weserbrücke und von Osten durch die Bunte Brücke. Bei Weserhochwasser flutet die Weser ihr Überschwemmungsgebiet und der Brückenkopf ist wieder eine Insel.
Die Besiedlung fand erst nördlich der Kaiserstraße statt, dann wurde auch der südliche Bereich bebaut. Eine Bauordnung, bzw. eine Bauleitplanung gab es für diesen Bereich weniger. Jedoch wurden hier in erster Linie repräsentative Bürgerhäuser gebaut.
Im Süden geht der Brückenkopf in die Kanzlers Weide über. Dies war zunächst eine Weide in den Weserwiesen nach Neesen. Der nördliche Teil wurde zur Bebauung freigegeben, der südliche Teil dient nach seiner Befestigung als Festplatz und wurde ab Anfang des 20. Jahrhunderts als Platz für Veranstaltungen wie das Mindener Freischießen und die Mindener Messe genutzt.
Heute steht ein Teil der Häuser im Südlichen Bereich unter Denkmalschutz. So die Garage in der Uferstraße 2, 1908 für den Kommerzienrat Theodor Mayer, einem der ersten Autobesitzer in Minden gebaut. 1960 wurde sie erweitert und wird zurzeit von der Künstlergruppe der regenbogen genutzt.
Mitte der 1990er Jahre wurde der bis dato mit Schotter und einer Baumallee gestalte Platz erneut umgestaltet und ausgebaut. Jetzt wird er als Großparkplatz der Stadt Minden genutzt, angebunden durch die Glacisbrücke Minden, eine neu gebaute Fußgängerhängebrücke über die Weser, die Kanzlers Weide direkt mit der Innenstadt verbindet und mit dem östlich weiter führenden Fahrradweg eine West-Ost-Verbindung am südlichen rechten Weserufer bildet.

## Gebiet um den Bahnhof

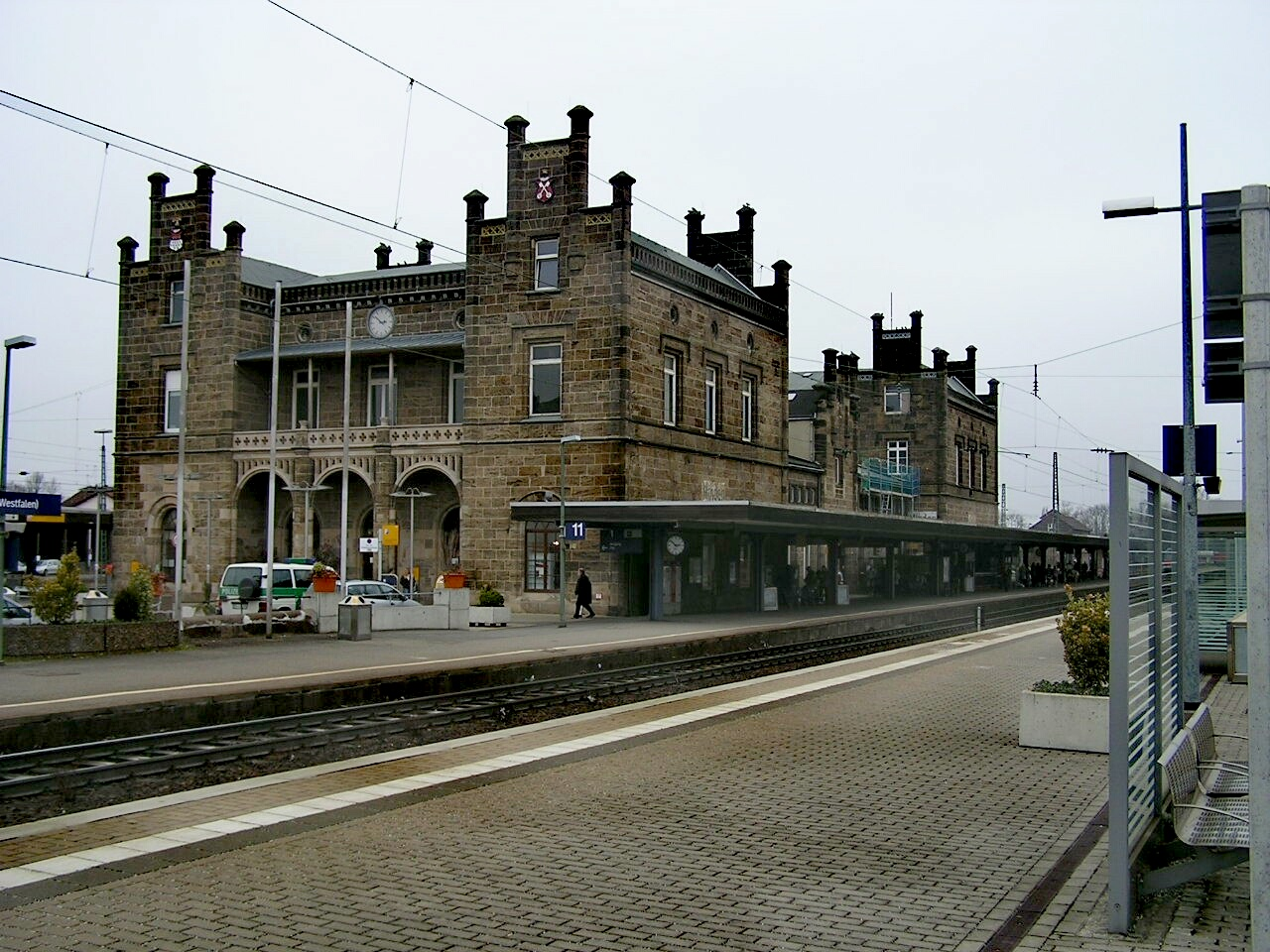
Der Bahnhof Minden der Cöln Mindener Eisenbahn

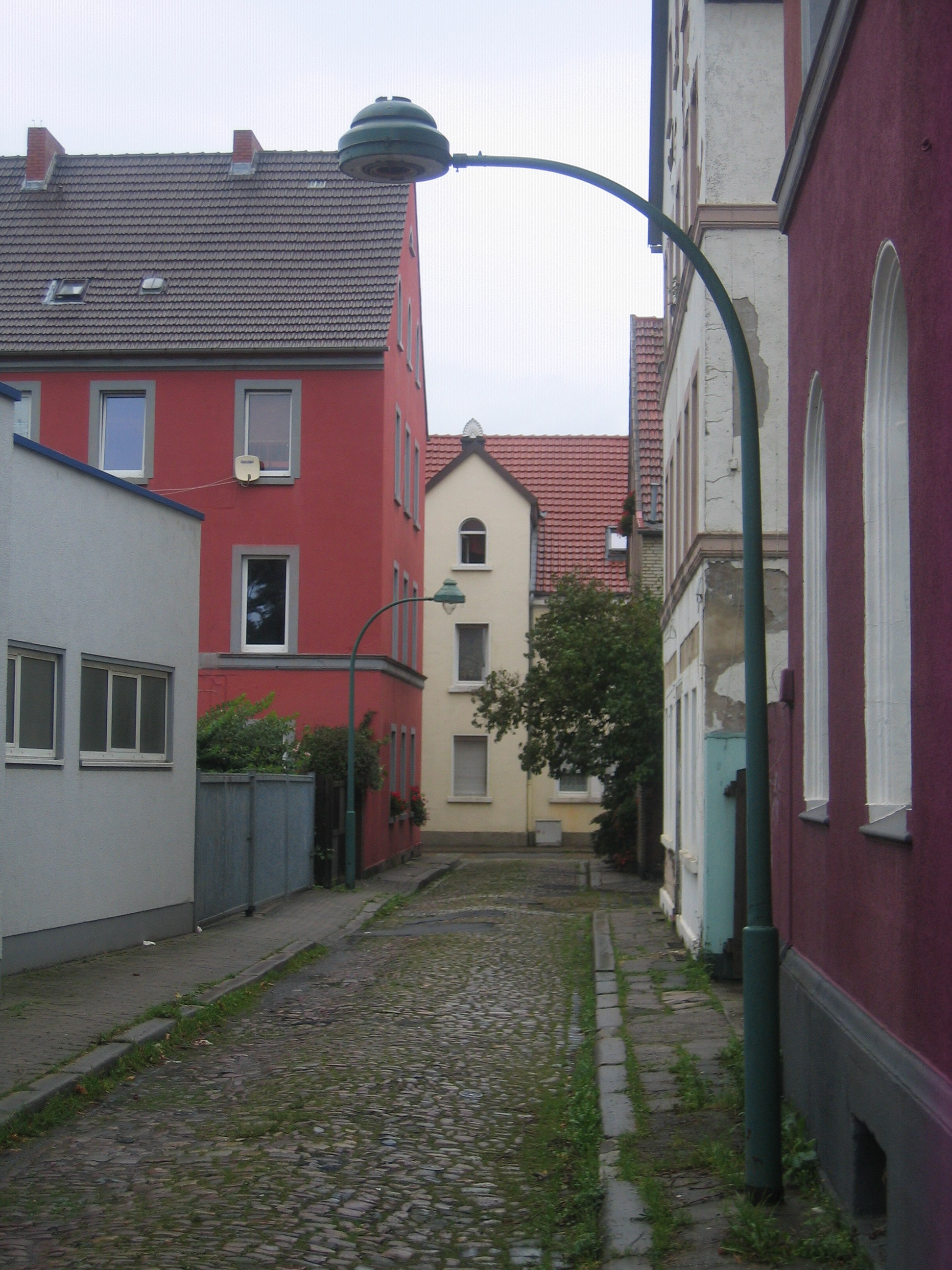
Gaslaternen in der Laxburg

Östlich anschließend liegt das Gebiet um den Bahnhof. Als Endbahnhof der Cöln-Mindener Eisenbahn 1847 gebaut, war er Grenzbahnhof des Landes Preußen. Der Bahnhof wurde deshalb als symmetrische Doppelhalle gebaut, eine Halle gehörte zu Preußen, eine zum Königreich Hannover. Reisende mussten hier aussteigen und die administrativen Aufgaben erfüllen (Zoll, Stapelrecht etc.). Später wurde hier die Hannoversche Westbahn von Hannover über Löhne nach Osnabrück gebaut und traf in Minden an die Cöln-Mindener Eisenbahn. Für die umsteigenden Soldaten wurde die Bahnhofskaserne errichtet und im Rahmen der Festung Minden wurde der Bahnhof durch drei Forts nach Osten gegen das Königreich Hannover geschützt. Sie markieren in etwa die östliche Grenze des Gebiets Rechtes Weserufer.
1850 wurde direkt am Bahnhof das Gebäude für die Oberpostdirektion Minden im preußischen Festungsstil aus Sandstein errichtet.
Von 1902 bis 1957 befand sich an der Kaiserstraße gegenüber der Oberpostdirektion (heute Park-and-ride-Platz) ein Bahnhof der Mindener Kreisbahnen. Ab 1920 bis in die 50er Jahre fuhren Straßenbahnen zum Bahnhof und über Grille nach Meißen. An der Friedrich-Wilhelm-Straße errichteten die Kreisbahnen einen Übergabebahnhof und 1919 einen Personenbahnhof, der bis 1922 auch von der Bad Eilsener Kleinbahn genutzt wurde.
Rund um diesen Bahnhof entstand ein neuer Stadtteil der Stadt Minden, von dem aus eine rasche Industrialisierung Mindens einsetzte.
Heute liegen rund um den Bahnhof viele Bahnhofsanlagen, die durch die Schließung des Mindener Güterbahnhofs in den 1990er Jahren brach liegen und auf eine Neunutzung warten.
Westlich des Bahnhofs wurde durch den Bauunternehmer Friedrich Lax die so genannte Laxburg errichtet, eine Bebauung mit Mietshäusern in damals fortschrittlichem Stil. Hier fanden sich zum ersten Mal in Minden Gaslaternen, diese stehen heute unter Denkmalschutz und sind die letzten Zeugnisse dieser Zeit. Im nördlichen Bereich wurde 1897 der Lange Jammer gebaut.
Die Stadt hat sich des Quartiers inzwischen angenommen und versucht eine städtebauliche Einwicklung voranzutreiben.

## Politische Verwaltung
Ehrenamtlich tätiger Ortsbürgermeister ist Konrad Winckler.

## Regelmäßige Veranstaltungen
Auf dem Festplatz Kanzlers Weide an der Weser finden jährlich mehrere Veranstaltungen statt. Zu nennen ist die Mindener Messe, das Mindener Freischießen sowie weitere Großveranstaltungen.

## Wirtschaft und Infrastruktur

### Ansässige Unternehmen
Ansässige größere Unternehmen sind unter anderem die Deutsche Post AG mit einem Auslieferungslager, die Siegfried PharmaChemikalien Minden, ehemals BASF Pharmachemikalien und zuvor Knoll AG, welche chemische Grundstoffe für die Pharma und Kosmetikindustrie herstellt, sowie die Verwaltung der Mindener Kreisbahnen (MKB).

### Verkehr
Der Verkehr in diesem Stadtteil wird vor allem durch die von Westen nach Osten verlaufende Kaiserstraße bestimmt. Östlich verlässt sie mit der Bunten Brücke die alte Weserinsel. Nach Süden hin verläuft die Hausbergerstraße, auch sie ist eine Fernverkehrsstraße, die den nach Süden führenden Verkehr am östlichen Weserufer aufnimmt und über Porta Westfalica-Neesen nach Porta Westfalica-Hausberge und zur Autobahn A2 führt. Beide Straßen sind stark befahren, eine geplante Umgehungsstraße durch die Weserwiesen östlich des Brückenkopfs wurde im Sommer 2006 von der Landesregierung in Düsseldorf endgültig gestoppt.
Die Bunte Brücke, die Verbindung im Osten war lange durch statische Probleme nur noch für mittlere Lasten zugelassen. Eine bauseitige Prüfung hatte starke bauliche Mängel festgestellt. Zu Beginn des Jahres 2006 war sie nur noch auf einer Spur je Richtung befahrbar. Der Landesbetrieb Straßenbau NRW schrieb einen Neubau der Brücke einschließlich der Neugestaltung des östlichen Vorfeldes aus. Der Neubau begann im Jahr 2009 und war 2011 beendet. Der Brückenkopf war durch diese verkehrlichen Einschränkung merklich durch den Autoverkehr entlastet. Im Frühjahr 2010 ist der südliche Teil des Neubaus der Bunten Brücke fertiggestellt und dem Verkehr übergeben worden. Anschließend wurde der Nordteil neu gebaut und 2011 dem Verkehr übergeben.
Die Stadt Minden beschloss die Kaiserstraße weiter auszubauen und die seitlichen Parkstreifen im Bereich des Brückenkopfs wegfallen zu lassen. Die Geschäftsinhaber entlang der Straße plädieren für einen Rückbau der Straße und die Schaffung von Parkplätzen mit Baumanpflanzungen, um das alte östliche Eingangstor der Stadt Minden aufzuwerten. 2011 wurde die Hausberger Straße neu ausgebaut und am westlichen Rand ein durchgehender Fahrradweg angelegt. In der südlichen Einfahrt ins Stadtgebiet bremst eine neue Verkehrsinsel den Verkehr beim Eintritt ins Stadtgebiet.

### Industriehafen und Südabstieg
Nördlich liegt das Gebiet rund um das östliche Ufer des Wasserstraßenkreuzes Minden. Hier finden sich Binnenhafen, Industrieanlagen und einige Gewerbegebiete. Der alte Weserhafen ist Standort der Weserwerft und eines alten Kohlehafens, das Gebiet gilt als so genannte „Kohlenufer“ als typisches "Arbeiterviertel".
Im Hafengelände befindet sich ein sogenannter trimodaler Umschlagspunkt für Container. Damit ist die Verladung vom Schiff auf Eisenbahn und auf LKw möglich. 
Für das Gebiet am Ostufer der Kanalüberführung, früher Standort der alten Glashütte gibt es das Interesse eines Investors, der auf der Fläche mehrere Einzelhandelsobjekte, wie einen Baumarkt entwickeln will.

### Gewerbeansiedlung
Für das alte brach liegende Gelände von Gerresheimer Glas sind Planungen im Gespräch die dort einen Baumarkt ansiedeln wollen oder eine städtebauliche Entwicklung dort planen.

## Schulsituation
Nordwestlich der Laxburg liegt an der Hafenstraße die Hafenschule, die einzige Schule des Stadtteils. Im neuen Schulentwicklungsplan der Stadt Minden ist diese wegen zurückgehender Schülerzahlen mit der Grundschule in Meißen zusammengelegt worden und in Cornelia Funke Schule umbenannt worden. Der neue Schulstandort ist seit 2007/2008 in Dankersen an der Olafstraße. Das bedeutet, dass der Ortsteil Rechtes Weserufer ähnlich wie der Stadtteil Meißen ohne eigene Schule ist.

## Kinder- und Jugendstadtplan
2015 wurde mit unterschiedlichen Partnern ein neuer Kinder- und Jugendstadtplan für den Ortsteil entwickelt.

## Quartierbüro Rechte Weserseite
Das Quartiermanagement der rechten Weserseite betreibt seit dem 24. November 2017 ein Quartierbüro auf dem Exerzierplatz.

## Öffentliche Einrichtungen
Es existiert auf dem Brückenkopf eine Einheit der Freiwilligen Feuerwehr der Stadt Minden und die ehemalige Bürgerschule III, die Hafenschule.